# Inonotus andersonii
Inonotus andersonii är en svampart som först beskrevs av Ellis & Everh., och fick sitt nu gällande namn av Cerný 1963. Inonotus andersonii ingår i släktet Inonotus och familjen Hymenochaetaceae.   Inga underarter finns listade i Catalogue of Life.